# Tádžikistán na Letních olympijských hrách 2008
Tádžikistán na Letních olympijských hrách v roce 2008 reprezentovala výprava 15 sportovců (12 mužů a 3 ženy) soutěžících v 8 sportech.

## Medailisté
| Medaile | Jméno             | Sport | Soutěž                   |
| ------- | ----------------- | ----- | ------------------------ |
| Stříbro | Jusup Abdusalamov | Zápas | Muži volný styl do 84 kg |
| Bronz   | Rasul Bokijev     | Judo  | Muži lehká váha do 73 kg |